# Alcaidaria-mor de Belmonte
A Alcaidaria-Mor de Belmonte foi uma honra de juro e herdade criada pelo Rei D. Afonso V em 1466 a favor de Fernão Cabral, Senhor de Belmonte de juro e herdade.
Esta alcaidaria hereditária pertenceu à família Cabral, reconhecida pela sua bravura e lealdade à Coroa. O 1.º alcaide-mor, Fernão Cabral, transformou o castelo de Belmonte numa residência senhorial fortificada, onde o seu filho Pedro Álvares Cabral, notável navegador e descobridor do Brasil, passou a infância.